# Hull (circonscription provinciale)
Circonscription électorale provinciale du Canada
Hull est une circonscription électorale provinciale du Québec située dans la ville de Gatineau. 

## Historique
La circonscription est formée en 1919 à partir du district électoral d'Ottawa. En 1972, elle récupère une partie du territoire du district de Gatineau. Les limites entre ces deux circonscriptions seront modifiés, de façon mineure, plusieurs fois par la suite (1985, 1988, 2001 et 2011).

## Territoire et limites
La circonscription de Hull couvre une partie de la municipalité de Gatineau. Elle s'étend sur 40,74 km2 et en 2016 sa population était de 79 845 personnes.

## Liste des députés

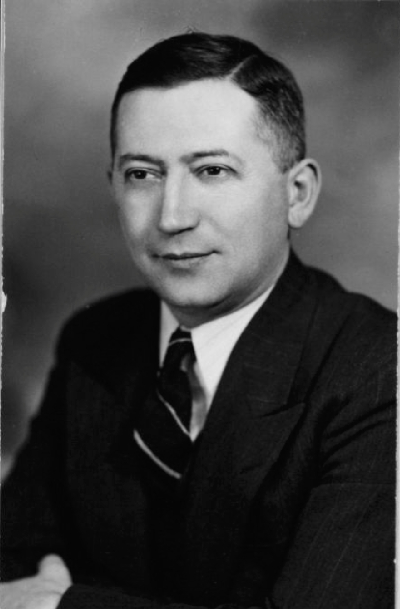
Alexis Caron est député de Hull de 1935 à 1936 et de 1939 à 1944 pour le Parti libéral du Québec.

| Années | Années      | Député              | Parti            |
| ------ | ----------- | ------------------- | ---------------- |
|        | 1919 - 1923 | Joseph Caron        | Libéral          |
|        | 1923 - 1927 | Joseph-Roméo Lafond | Libéral          |
|        | 1927 - 1931 | Aimé Guertin        | Conservateur     |
|        | 1931 - 1935 | Aimé Guertin        | Conservateur     |
|        | 1935 - 1936 | Alexis Caron        | Libéral          |
|        | 1936 - 1939 | Alexandre Taché     | Union nationale  |
|        | 1939 - 1944 | Alexis Caron        | Libéral          |
|        | 1944 - 1948 | Alexandre Taché     | Union nationale  |
|        | 1948 - 1952 | Alexandre Taché     | Union nationale  |
|        | 1952 - 1955 | Alexandre Taché     | Union nationale  |
|        | 1956 - 1960 | Oswald Parent       | Libéral          |
|        | 1960 - 1962 | Oswald Parent       | Libéral          |
|        | 1962 - 1966 | Oswald Parent       | Libéral          |
|        | 1966 - 1970 | Oswald Parent       | Libéral          |
|        | 1970 - 1973 | Oswald Parent       | Libéral          |
|        | 1973 - 1976 | Oswald Parent       | Libéral          |
|        | 1976 - 1981 | Jocelyne Ouellette  | Parti québécois  |
|        | 1981 - 1985 | Gilles Rocheleau    | Libéral          |
|        | 1985 - 1988 | Gilles Rocheleau    | Libéral          |
|        | 1989        | Robert LeSage       | Libéral          |
|        | 1989 - 1994 | Robert LeSage       | Libéral          |
|        | 1994 - 1998 | Robert LeSage       | Libéral          |
|        | 1998 - 2003 | Roch Cholette       | Libéral          |
|        | 2003 - 2007 | Roch Cholette       | Libéral          |
|        | 2007 - 2008 | Roch Cholette       | Libéral          |
|        | 2008        | Maryse Gaudreault   | Libéral          |
|        | 2008 - 2012 | Maryse Gaudreault   | Libéral          |
|        | 2012 - 2014 | Maryse Gaudreault   | Libéral          |
|        | 2014 - 2018 | Maryse Gaudreault   | Libéral          |
|        | 2018 - 2022 | Maryse Gaudreault   | Libéral          |
|        | 2022 - ...  | Suzanne Tremblay    | Coalition avenir |

Légende: Les années en italiques indiquent les élections partielles.

## Résultats électoraux
| |
| - Parti libéral - Union nationale (ancien) - Parti québécois - Crédit social (ancien) - Action démocratique (ancien) - Québec solidaire - Coalition avenir - Parti conservateur |

## Référendums
|  | Référendum                     | % du OUI | % du NON | Taux de participation |
|  | Référendum de 1980             | 33,22 %  | 66,78 %  | 83,56 %               |
|  | Accord de Charlottetown (1992) | 56,44 %  | 43,56 %  | 77,46 %               |
|  | Référendum de 1995             | 30,27 %  | 69,73 %  | 92,72 %               |